# Lagostini Occidentali
I Lagostini Occidentali o Lagostini di Ponente (in croato Lastovnjaci o Donji Školji) sono un gruppo di isolotti disabitati della Dalmazia meridionale, in Croazia. Fanno parte, assieme ai Lagostini Orientali, dell'arcipelago di Lagosta e si trovano nell'Adriatico. Amministrativamente appartengono al comune della città di Lagosta, nella regione raguseo-narentana.

## Geografia
Gli isolotti sono situati a est di punta Noriga, Nurigahum o Norikum (rt Novi Hum) l'estremità orientale di Lagosta, a una distanza che va da 1 a 7 km.

### Le isole
- Stomorina[1][2][9][10] o Stomorin[3][8], piccola isola di forma irregolare con un promontorio che si allunga a nord; ha un'area di 0,295 km²[11], una costa lunga 3,17 km[11] e un'altezza di 63,4 m[6]; si trova ad est degli isolotti Lucoviz, a 1,6 km da punta Noriga e solo 130 m a nord-ovest di Cesvinizza 42°46′43″N 16°57′52″E.
- scogli Lucoviz[1][3][8][12], Lucovaz[2] o Lukovzi[9]  (Lukovci), circa 1 km a nord-est di punta Noriga:
  - Lucoviz di Mezzo o Lukovaz di Mezzo[13]  (Lukovac Srednji), circa 1 km a nord-est della punta nord-est di Lagosta, piccolo isolotto con un'area di 0,016 km²[5], una costa lunga 526 m[5], alto 22 m[6] 42°46′32″N 16°56′58″E.
  - Lucoviz Piccolo o Lucovaz Piccolo[13] (Lukovac Mali), a ovest del precedente, a circa 80 m[6]; ha un'area di 1157 m²[5] 42°46′33″N 16°56′47″E.
  - Lucoviz Superiore o Lucovaz Grande[14] (Lukovac Gornji o  Veli), piccolo isolotto a est di Lucoviz di Mezzo e 590 m a ovest di Stomorina; ha un'area di 9314 m²[5] e la costa lunga 362 m[5] 42°46′29″N 16°57′13″E.
- Miladine[1][2] o Nadina[8][15] (Saplun), isolotto con un'area di 0,415 km²[11], una costa lunga 3,22 km[11], alto 45,5 m[6]; si trova ad est di Stomorina, a circa 3,3 km da Lagosta 42°46′45″N 16°59′17″E.
- scogli Ergegnaz[8][15], isolotti Arzenanale[1][12] o Arsenale[2] (Arženjak):
  - Arsignacco Grande[16] (Arženjak Veli), isolotto a forma di goccia, 240 m[6] a nord di Miladine; ha un'area di 0,04 km²[5], la costa lunga 821 m[5] e l'altezza di 25 m[6] 42°47′00″N 16°59′26″E.
  - Arsignacco Piccolo[17] (Arženjak Mali), a ovest del precedente e a nord di Miladine; ha un'area di 0,035 km²[5], la costa lunga 793 m[5] e l'altezza di 16 m[6] 42°46′58″N 16°59′12″E.
- scogli Marchinta[1]:
  - scoglio Marchinta Bianca[1], Merchinta Bianco[2] o Marchintabila[8][15], arrotondato, a est di Miladine, a 1,45 km[6] circa; ha un'area di 4439 m²[5], la costa lunga 282 m[5] (hrid Mrkljenta Bijela) 42°46′56″N 17°00′50″E.
  - scoglio Marchinta Nera[1] o Merchinta Nero[2] (hrid Mrkljenta Crna), a nord-est di Miladine, a 1,7 km[6] circa; ha un'area di 2238 m²[5] 42°47′35″N 17°00′10″E.
- secche Boscagne[8][15] o secca Pidocchiosa[18] (plićak Buškanje), a nord-nord-ovest di Marchinta Nera, a circa 720 m di distanza 42°47′46″N 16°59′43″E.
- scogli Taian[1][2] o Taino[15] (Tajan):
  - Taian Grande, Taino grande[8] o Taino orientale[15] (Tajan Veli), piccolo isolotto 6,7 km circa[6] a nord-est di Lagosta, distanziato dal resto del gruppo dei Lagostini, si trova circa 4 km a nord di Miladine; ha un'area di 0,02 km²[5], la costa lunga 699 m[5] 42°48′58″N 16°59′23″E.
  - Taian Piccolo, Taino piccolo[8] o Taino occidentale[15] (Tajan Mali), a ovest del Grande, a circa 200 m[6]; ha un'area di 1002 m²[5] 42°48′58″N 16°59′13″E.
- Cesvinizza[1][2][3][8] (Češvinica), piccola isola di forma irregolare con un promontorio che si allunga ad ovest; ha un'area di 0,619 km²[11], una costa lunga 4,71 km[11] e un'altezza di 51,8 m[6]; si trova al centro degli altri isolotti ed è la maggiore del gruppo 42°46′13″N 16°58′43″E.
- scogli Gobobignaz[8], Gobobignaz all'Oriente[3], Golubinaz[9], Globignaz[2], Globinaz[1] o dei Colombi[1][2], a sud-est di Cesvinizza:
  - Gobobignaz[3] o Globinaz[1] Piccolo (Golubinjak Mali), piccolo isolotto rotondo, con un diametro di circa 100 m[6], a 340 m da Cesvinizza; ha un'area di 8519 m²[5], una costa lunga 333 m[5] e un'altezza di 10 m[6]42°45′53″N 16°59′25″E.
  - Gobobignaz[3] o Globinaz[1] Grande (Golubinjak Veli), piccolo isolotto lungo circa 250 m, con un'area di 0,0226 km²[5], una costa lunga 0,78 km[5] e un'altezza di 11 m[6]; si trova 680 m a sud-est di Cesvinizza 42°45′57″N 16°59′46″E.
- Crucizza[1][2][3][8] o Crusizza[9] (Kručica), piccola isola di forma irregolare; ha un'area di 0,474 km²[11], una costa lunga 3,21 km[11] e un'altezza di 74,4 m[6]; si trova a sud-ovest di Cesvinizza 42°45′46″N 16°58′03″E.
- Petrovaz[1][2][3][8][9] (Petrovac), piccolo isolotto lungo circa 750 m, con un'area di 0,09 km²[11], una costa lunga 1,62 km[11] e un'altezza di 47 m[6]; situato 200 m ad ovest di Crucizza, dista poco più di un chilometro dalla costa di Lagosta 42°45′39″N 16°58′09″E.
- scoglio Zabona[3][8] (Za Barje o Barje), piccolo isolotto lungo circa 150 m, ad ovest di Petrovaz, a 110 m dalla costa orientale di Lagosta; ha un'area di 9237 m²[5], una costa lunga 452 m[5] e un'altezza di 9 m[6] 42°45′28″N 16°56′27″E.

### Cartografia
- (HR) Mappa topografica della Croazia 1:25000, su preglednik.arkod.hr. URL consultato il 21 febbraio 2017.
- G. Giani, Carta prospettiva delle Comuni censuarie della Dalmazia, foglio 11, 1839. Fondo Miscellanea cartografica catastale, Archivio di Stato di Trieste.
- Carta di cabottaggio del mare Adriatico, foglio XI, Milano, Istituto geografico militare, 1822-1824. URL consultato il 16 febbraio 2017 (archiviato dall'url originale il 13 aprile 2013).